# Internationale Beelden Collectie
C'est une liste de la collection du musée d'images, qui font partie de la collection internationale de sculptures disposées dans l'espace public de Rotterdam. La collection a été formée entre 1945, au moment de la reconstruction de la cité, après la Seconde Guerre mondiale, et 2001, année durant laquelle Rotterdam a été capitale européenne de la culture. Elle est réalisée par la ville de Rotterdam en partenariat avec des initiatives privées.
| Artiste                      | Inscription                              | Année     | Lieu                                                       | Matériau                | Photographie |
| ---------------------------- | ---------------------------------------- | --------- | ---------------------------------------------------------- | ----------------------- | ------------ |
| John Ahearn Rigoberto Torres | Mario & Antonio                          | 1991      | Kromme Elleboog/ Witte de Withstraat                       | Polyester               |              |
| Mari Andriessen              | Monument aux morts 1940-1945             | 1953      | Stadhuisplein                                              | Bronze                  |              |
| Karel Appel                  | Zonder titel                             | 1963      | Hofpleintheater                                            | Verre béton             |              |
| Richard Artschwager          | Sans titre                               | 1987      | Beeldenroute Westersingel Westersingel                     |                         |              |
| [David Bade                  | Anita                                    | 2001      | Beeldenroute Westersingel kruising Westersingel/Westblaak  | Polyester               |              |
| Cosima von Bonin             | The Idler's playground                   | 2011      | Hofplein kruising Weena                                    |                         |              |
| Alexander Calder             | Le Tamanoir                              | 1963      | deelgemeente Hoogvliet                                     | Métal                   |              |
| Fred Carasso                 | De Boeg                                  | 1956/1965 | Boompjes/Leuvehaven                                        | Aluminium béton bronze  |              |
| Henk Chabot                  | le footballeur                           | 1937      | Stade de Feyenoord                                         | Bronze                  |              |
| Coop Himmelb(l)au            | De lange, gele benen van de architectuur | 1987      | Beeldenroute Westersingel Westzeedijk                      | Métal                   |              |
| Wessel Couzijn               | Corporate Entity                         | 1963      | Weena                                                      | Bronze                  |              |
| Günther Förg                 | Tor und Stele                            | 1994      | Doelstraat                                                 | Bronze pierre naturelle |              |
| Naum Gabo                    | Sans titre                               | 1954      | Coolsingel                                                 | Acier inoxydable bronze |              |
| Hendrick de Keyser           | Érasme                                   | 1622      | Grotekerkplein                                             | Bronze                  |              |
| Phillip King                 | Quill                                    | 1971      | Zuiderpark                                                 | Acier                   |              |
| Job Koelewijn                | Formule B                                | 2001      | Westersingel                                               | Fontaine                |              |
| Willem de Kooning            | Femme assise                             | 1980      | Weena/Hofplein                                             | Bronze                  |              |
| Willem de Kooning            | Reclining figure                         | 2005      | Weena/Hofplein                                             | Bronze                  |              |
| Willem de Kooning            | Personnage debout                        | 2005      | Weena/Hofplein                                             | Bronze                  |              |
| John Körmeling               | 1989                                     | 1992      | Hillelaan                                                  | Lampes néon             |              |
| Henri Laurens                | La Grande Musicienne                     | 1938      | Beeldenroute Westersingel, Westersingel                    | Bronze                  |              |
| Atelier Van Lieshout         | Cascade                                  | 2009      | Churchillplein                                             |                         |              |
| Ken Lum                      | Melly Shum Hates Her Job                 | 1990      | Witte de Withstraat                                        | Panneau                 |              |
| Mark Manders                 | Sans titre                               | 2001      | Kruisplein                                                 | Bronze                  |              |
| Giacomo Manzù                | Guerre et libération                     | 1968      | Grotekerkplein, Église Saint-Laurent                       | Bronze                  |              |
| Marino Marini                | Il grande miracolo                       | 1953      | Pleinweg/Mijnsherenlaan                                    | Bronze                  |              |
| Umberto Mastroianni          | Les Adieux                               | 1955      | Beeldenroute Westersingel Westersingel                     | Bronze                  |              |
| Paul McCarthy                | Santa Claus                              | 2004      | Beeldenroute Westersingel Eendrachtsplein                  |                         |              |
| Henry Moore                  | Wall Relief no 1                         | 1955      | Weena                                                      | Brique                  |              |
| Claes Oldenburg              | Screwarch                                | 1983      | Beeldenpark Musée Boijmans Van Beuningen                   |                         |              |
| Charlotte van Pallandt       | Reine Wilhelmina                         | 1967      | Nieuwe Werk                                                | Pierre                  |              |
| Giuseppe Penone              | Elevazione                               | 2001      | Beeldenroute Westersingel Westersingel                     | Bronze et bois          |              |
| Pablo Picasso                | Sylvette                                 | 1970      | Beeldenroute Westersingel Westersingel/Witte de Withstraat | Béton                   |              |
| Thom Puckey                  | The Husband of the Doll                  | 1992      | Coolsingel                                                 | Bronze                  |              |
| George Rickey                | Two Turning Vertical Rectangles          | 1971      | Archief (tot in 2012 op Binnenwegplein.                    | Aluminium               |              |
| Auguste Rodin                | L'Homme qui marche                       | 1905      | Beeldenroute Westersingel Westersingel                     | Bronze                  |              |
| Joel Shapiro                 | Sans titre                               | 1999      | Beeldenroute Westersingel, Westersingel                    | Bronze                  |              |
| Peter Struycken              | Sans titre                               | 1993      | Rochussenstraat Institut d'architecture des Pays-Bas       | Dispositif lumineux     |              |
| Shinkichi Tajiri             | Le Nœud                                  | 1976      | Coolsingel                                                 |                         |              |
| Carel Visser                 | Mère et enfant                           | 2000      | Beeldenroute Westersingel, Westersingel                    | Métal                   |              |
| Auke de Vries                | Maasbeeld                                | 1983      | Boompjes/Bolwerk                                           | Acier                   |              |
| Jeff Wall                    | Objets trouvés                           | 2001      | Kop van Zuid                                               | Fonte                   |              |
| Oswald Wenckebach            | Monsieur Jacques                         | 1956      | Coolsingel                                                 | Bronze                  |              |
| Franz West                   | Qwertz                                   | 2001      | Beeldenroute Westersingel Westersingel                     |                         |              |
| Lebbeus Woods                | The Hermitage                            | 1998      | Rochussenstraat Institut d'architecture des Pays-Bas       | Acier                   |              |
| Fritz Wotruba                | Liggende figuur                          | 1971      | Beeldenroute Westersingel, Westersingel                    | Pierre                  |              |
| Ossip Zadkine                | Monument à la Ville détruite             | 1951      | Plein 1940                                                 | Bronze                  |              |